# Germà (cosí de Justinià)
Germà (en llatí Germanus) va ser un patrici romà d'Orient, cosí de l'emperador Justinià I.
Després de l'accessió de Justinià al tron l'any 527, encara jove, va ser nomenat comandant de les tropes gregues a Tràcia i quasi va aniquilar els antes, un poble eslau que havia envaït aquesta província.
En ocasió del motí de les tropes d'Àfrica que havia comandat Estotzes després de la conquesta d'aquesta província als vàndals per part de Belisari que havia estat cridat a Sicília perquè l'exèrcit romà d'aquell territori també s'havia amotinat, Germà hi va ser enviat junt amb Dòmnic (Domnicus o Domnichus) i Simmac, suposadament com a consellers. Va arriar a Cartago l'any 534) on es va trobar que dos terços de l'exèrcit era lleial a Estotzes i la resta estaven a la vora del motí. Va tractar suaument als soldats i va aconseguir calmar les forces que es mantenien lleials, i quan Estotzes es va acostar li va lliurar una decisiva batalla de les Escales Velles o Κάλλας Βάταρας, a Numídia, que va posar fi a la revolta. Estotzes va fugir a Mauretània. Quan més tard es va produir a Cartago un segon intent de motí, el cap dels rebels, Màxim, va ser capturat i crucificat o empalat a la vista de tothom.
Cap a l'any 539 (o potser el 540) l'emperador el va cridar a Constantinoble i el va enviar a defensar Síria contra Còsroes I de Pèrsia. No tenia forces suficients i encara que va fortificar Antioquia, els perses van ocupar la ciutat i es va haver de retirar a Cilícia l'any 540. Aquesta derrota el va fer caure en desgràcia i no se li va confiar cap comandament per un temps.
L'emperadriu Teodora va impedir també que cap dels fills de Germà, que estava casat amb Passara (Πασσάρα), pogués casar-se amb nobles romans destacats. L'any 545 Germà va haver de negociar l'enllaç de la seva filla, amb Joan, nebot de Vitalià el Got, tot i que la seva noblesa era un rang inferior a la de Germà; però fins i tot aquest desigual enllaç el va impedir l'emperadriu. Un altre greuge que va sofrir va ser que a la mort de Borais, el seu germà, li va deixar en herència els seus béns, a ell i als seus fills, en perjudici de la seva pròpia dona i de la seva filla a les que només va deixar el mínim legal; la filla de Borais va apel·lar contra aquest testament i l'emperador es va pronunciar a favor d'ella.
Germà i els seus fills Justí i Justinià van ser convidats a unir-se a la conspiració d'Artabanes, que després de la mort de Teodora planejava matar l'emperador Justinià i al general Belisari. Però la seva lleialtat no li va permetre i va denunciar el complot. L'emperador el va considerar sospitós de participar en el complot, però va poder demostrar la seva innocència.
L'any 550 l'emperador el va nomenar comandant de les forces contra els gots a Itàlia en una nova campanya de la guerra gòtica. Germà hi va dedicar molt de temps i esforç i fins i tot va invertir bona part de la seva fortuna personal. Justí i Justinià van servir amb ell, i també l'acompanyava la seva segona dona Matasunta (Ματασοῦνθα), una princesa ostrogoda vídua del rei Vitigès i neta de Teodoric el Gran. Va reunir un gran exèrcit i va obtenir l'adhesió de molts soldats que servien sota els gots, gràcies a la seva liberalitat i bona reputació, i van prometre desertar arribat el moment, ja que sospitaven que els gots acabarien reconeixent a Matasunta com a membre de la família reial i la seguirien. Una horda d'eslaus que havia creuat el Danubi i volia atacar Tessalònica, es va retirar en assabentar-se de la seva presència a la zona amb l'exèrcit a punt. Però abans de travessar cap a Itàlia es va posar malalt i va morir després de poc temps a Sàrdica a Il·líria. De la seva segona dona va deixar un fill pòstum que es va dir també Germà.